# إيما إليزا ريجان
إيما اليزا ريجان (بالإنجليزية: Emma Eliza Regan)‏، هي ممثلة أيرلندية، ولدت في 4 ديسمبر 1990 في جمهورية أيرلندا.

## وصلات خارجية
- إيما إليزا ريجان على موقع IMDb (الإنجليزية)
- إيما إليزا ريجان على موقع ألو سيني (الفرنسية)
- إيما إليزا ريجان على موقع أول موفي (الإنجليزية)
- إيما إليزا ريجان على موقع قاعدة بيانات الفيلم (الإنجليزية)